# Plaga de Mohill
En la Irlanda del siglo VI, la población de la baronía de Mohill fue devastada por la plaga de Justiniano, un fenómeno temprano de la Pequeña Edad de Hielo de la antigüedad tardía. La plaga de Mohill ocurrió después de los eventos climáticos extremos de 535-536 y la muerte de Manchán de Mohill. 

## Evidencia
La evidencia de la plaga de Justiniano en la baronía de Mohill se revela por los nombres de tres ciudades contiguas al suroeste de la ciudad de Mohill: Tamlaght More, Tamlaght Beg y Tamlaghtavally, todas alrededor del antiguo monasterio de la ciudad. Ya que Tamlaght (en irlandés: Taimhleacht) es un nombre pagano, los nombres de las tres ciudades son de origen antiguo y precristiano. El reconocimiento de que la palabra tamlacht significa cementerio de plagas está muy extendido, pero la mayoría de las comunidades desconocen las experiencias de sus ancestros. El conocimiento sobre la plaga en Mohill surgió después de 1975, cuando un maestro de escuela local llamado Gaffney, escribió su relato:

Taibhleacht se deriva de tamh o taimh, una muerte no natural como por plaga, y leacht significa un lecho de sepultura, un lugar donde las personas que murieron a causa de una plaga fueron enterradas, generalmente en una fosa común. Las personas que pasaban por el camino estaban acostumbradas a levantar un "montículo" de piedras sobre el lugar colocando piedras individuales sobre la tumba. Tamlaght-Beg y TamlaghMore son del mismo origen. Una gran plaga o pestilencia dejó su nombre en esos tres pueblos.

Hanley (2002) también identifica la baronía de Mohill con la plaga de Justiniano. Señaló que casi la totalidad de los 41 sitios de Tamlachta en la mitad norte de Irlanda eran asociados con el agua, con la excepción de Mohill. Sin embargo, Mohill (en irlandés: Maothail "lugar suave o esponjoso") está conectado a vías fluviales: el cercano Rinn Lough alimenta al río Rinn, un afluente del río Shannon. Hanley creía que el reino fronterizo de Airgíalla se vio especialmente afectado por la pandemia.
Dooley cree que otra epidemia en 550 d. C., bautizada como croin Chonaill (enrojecimiento de C.), o buidhe Chonaill (coloración amarillenta de C.), sugiere un brote bastante extendido centrado en el área de Shannon.

## Causas

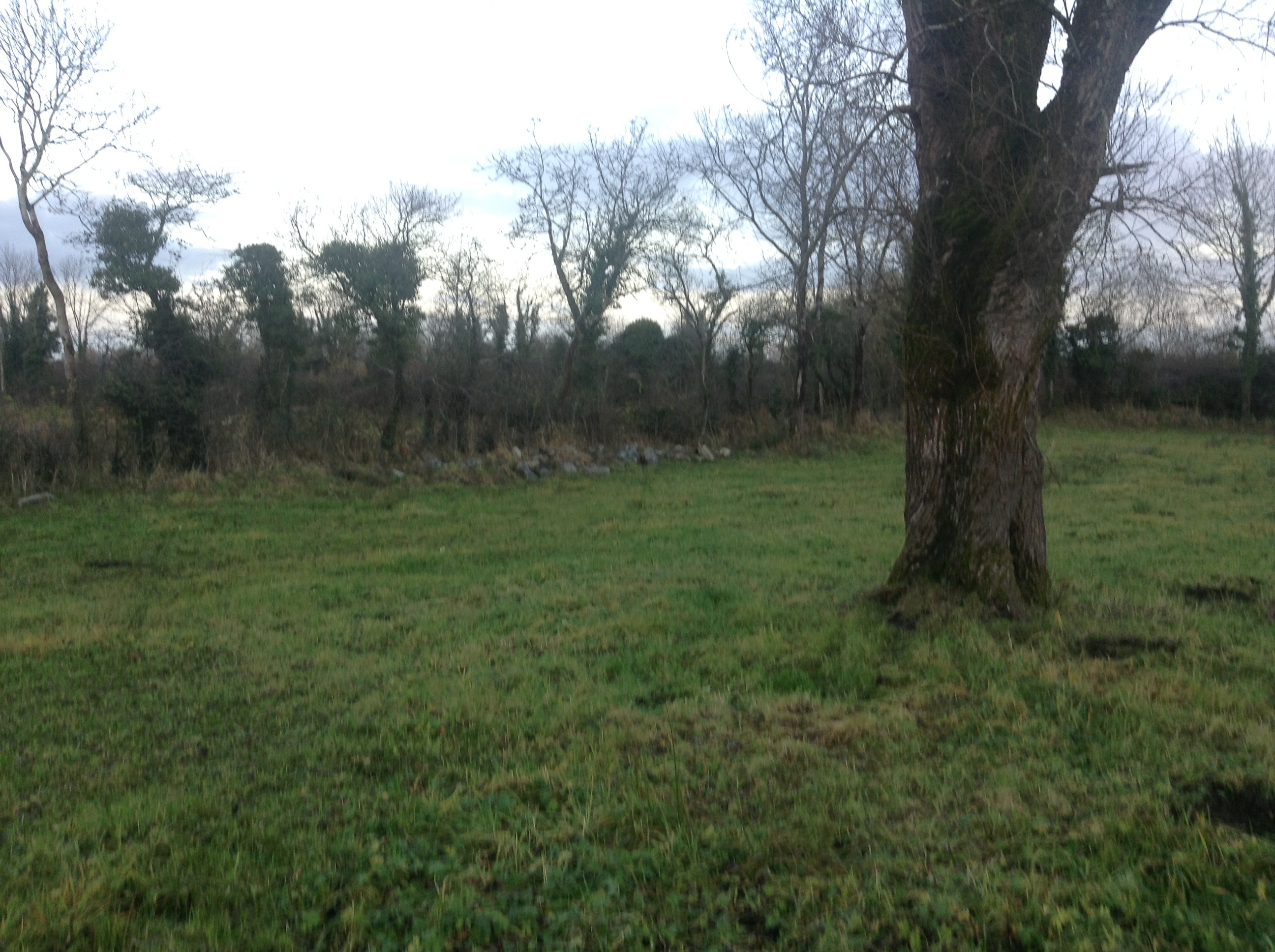
Ciudad de Tamlaghtavally, Parroquia de Mohill, Condado de Leitrim

Se puede observar un cambio climático repentino en la década posterior a 538 a partir de estudios dendroconológicos de árboles irlandeses, y la llegada de la peste bubónica a Irlanda c. 544 d. C., parece correlacionarse con la trayectoria hacia el oeste de la plaga de Justiniano, que había llegado a la Galia en 543 d. C. Los Anales de los cuatro maestros declaran: "543 d.C., una plaga universal extraordinaria en todo el mundo, que arrasó con la tercera parte más noble de la raza humana", y los Anales de Úlster bautizaron a la pandemia "bléfed". Se estima que entre 25 y 50 millones, o el 40% de la población europea, murieron durante dos siglos a medida que la plaga regresaba periódicamente hasta el siglo VIII.

### Principal
- Haley, Gene C. (2002). «Tamlachta: The Map of Plague Burials and Some Implications for Early Irish History». Proceedings of the Harvard Celtic Colloquium (Department of Celtic Languages & Literatures, Harvard University). 22, Proceedings of the Harvard Celtic Colloquium: 96-140. JSTOR 40285165.
- Ann Dooley (2007).  Lester K. Little, ed. The Plague and Its Consequences in Ireland. Plague and the End of Antiquity: The Pandemic of 541–750. Cambridge University Press. pp. 215-230. ISBN 978-0511335266.
- Gaffey, Matt (1975). «Place names of Mohill». compiled in 1975 for the Teachers' Centre. Michael Whelan, mohillparish.ie.

### Secundaria
- Murray, Kevin (2005).  Riitta Latvio, ed. Dialect in medieval Irish? Evidence from placenames. Studia Celtica Fennica II, Essays in Honour of Anders Ahlqvist (Yearbook edición). Finnish Society for Celtic Studies SFKS. pp. 97-109.
- Joyce, P. W. (Patrick Weston) (1913). Irish names of places. v.3. Dublin : Phoenix.
- Bambury, Pádraig; Beechinor, Stephen (2000). «The Annals of Ulster» (Electronic edition compiled by the CELT Team (2000) edición). CELT: Corpus of Electronic Texts: a project of University College Cork College Road, Cork, Ireland—http://www.ucc.ie/celt. pp. U536.3, U539.1, U545.1.
- O Rodaighe, Tadhg (1700). Tadhg O Rodaighe to [Edward Lhwyd]. Dublin, Trinity College Dublin, a document bound into MS 1318 (donated from Edward Lhuyd collection): Rev. J. H. Todd, D. D., ‘Autograph Letter of Thady O’Roddy’, The Miscellany of the Irish Archaeological Society 1 (1846), 112–125. Archivado desde el original el 6 de octubre de 2016. Consultado el 31 de agosto de 2016.

- Esta obra contiene una traducción  derivada de «Plague of Mohill» de Wikipedia en inglés, publicada por sus editores bajo la Licencia de documentación libre de GNU y la Licencia Creative Commons Atribución-CompartirIgual 4.0 Internacional.

- Datos: Q42377557